# Quinta de Sacais
A Quinta de Sacais fica no Bonfim, no Porto, e é uma das muitas quintas que rodeavam o Porto antigo. Hoje, a sua propriedade imensa está urbanizada e imersa na Baixa portuense. Mas a sua antiga residência solarenga ainda existe, com entrada pela Avenida Camilo.
Com o rei D. Sebastião, partiu para África o bispo do Porto, D. Ayres da Silva, que era o dono da quinta. Assim, como durante largo tempo sem dar notícia, se ter julgado que em vez de ter morrido na Batalha de Alcácer Quibir, se julgou ter estado cativo dos mouros. Nessa altura a propriedade passou a chamar-se Quinta do Cativo. A partir de 1788 já aparece dividida: uma com uma bela residência, de Nicolau Francisco Guimarães, Cavaleiro da Ordem de Cristo, e outra a Sul, do seu irmão António José Guimarães. A esta chamou-se Quinta do Prado, veio a pertencer ao bispo e foi nos seus terrenos que a Câmara mandou construir o Cemitério do Prado do Repouso. Tinha já outro proprietário em 1869, Manuel José de Sousa Araújo que morreu nesse mesmo ano passando o imóvel a um homem chamado Brandão. Na quinta chegou a estar o Paço Episcopal do Porto, tendo ali vivido os últimos anos de vida D. António Barroso.